# Alexandre Lavalley
Alexandre-Théodore Lavalley, né le 9 octobre 1821 à Pregny (GE), en Suisse,, et mort le 20 juillet 1892 au château de Bois-Tillard, à Reux (Calvados), en France, est un ingénieur et homme politique français.

## Biographie
Alexandre Lavalley fait ses études au lycée de Tours, entre à l'École polytechnique et en sort dans le génie militaire en 1842. 
Il donne sa démission, et passe quelques années en Angleterre, où il se fait ouvrier mécanicien pour acquérir les connaissances pratiques dont il a besoin.
Revenu en France, il entre dans la maison d'Ernest Goüin, qui lui confie la direction des ateliers de construction des locomotives. Il a une part importante comme ingénieur aux dragages du canal de Suez ; puis il obtient en 1876 la concession des travaux du port de la Pointe des Galets à l'île de La Réunion et d'un chemin de fer reliant ce port à l'intérieur de l'île.
Lavalley se fait élire, le 25 janvier 1885, au renouvellement triennal de la Chambre haute, sénateur du Calvados. Il prend place à gauche, vote avec la majorité : pour la nouvelle loi militaire, pour la politique coloniale ; il est absent lors du scrutin pour l'expulsion des princes. En dernier lieu, Lavalley se prononce pour le rétablissement du scrutin d'arrondissement (13 février 1889), pour le projet de loi Lisbonne restrictif de la liberté le la presse, contre la procédure à suivre devant le Sénat contre le général Boulanger.

## Sources
- « Alexandre Lavalley », dans Adolphe Robert et Gaston Cougny, Dictionnaire des parlementaires français, Edgar Bourloton, 1889-1891 [détail de l’édition]
- « Alexandre Lavalley », dans le Dictionnaire des parlementaires français (1889-1940), sous la direction de Jean Jolly, PUF, 1960 [détail de l’édition]